# برانوین بنکرافت
برانوین بنکرافت (انگلیسی: Bronwyn Bancroft؛ زادهٔ ۱۹۵۸ (۶۶–۶۷ سال)) یک طراح، و هنرمند اهل استرالیا است.